# Antoine Arnauld (1560-1619)
Pour les articles homonymes, voir Famille Arnauld, Antoine Arnauld et Arnauld.
Antoine Arnauld (Paris, 6 août 1560 - Paris, 29 décembre 1619) est un avocat français. Il est le père entre autres, de son homonyme, Antoine Arnauld (1612-1694), théologien janséniste. 

## Biographie
Issu d'une ancienne famille d'Auvergne, fils d'un avocat général de Catherine de Médicis, il se fait recevoir avocat au parlement de Paris.
Henri IV veut l'entendre, et le nomme avocat général et conseiller d'État. Il prononce en 1594 le Plaidoyer pour l'Université de Paris contre les Jésuites, plaidoyer imprimé à Paris et à Lyon, en 1594-1595, et rédigea, en 1602, un Mémoire au roi pour empêcher le rappel de cette compagnie (imprimé en 1602 et 1610). Il compose aussi un assez grand nombre de pamphlets politiques.
De son mariage avec Catherine Marion, il a vingt enfants dont dix lui survivent. Ses six filles deviennent toutes religieuses à Port-Royal, et deux d'entre elles sont particulièrement célèbres, Angélique et Mère Agnès, abbesses du monastère de Port-Royal des Champs que restaure Antoine Arnauld. Trois de ses quatre fils ont aussi une grande réputation : Arnauld d'Andilly, Henri et Antoine, surnommé « le Grand Arnauld ».

## Œuvres
- Le franc et vénérable discours du roi sur le rétablissement qui lui est demandé par les Jésuites
- Avis du roi pour bien régner (1615)
- Les terreurs paniques de ceux qui pensent que l'alliance d'Espagne doive mettre la guerre en France (1615)[1]
- Première et deuxième Philippiques contre le roi d'Espagne (1592)

## Source
Marie-Nicolas Bouillet  et Alexis Chassang (dir.), « Antoine Arnauld » dans Dictionnaire universel d’histoire et de géographie, 1878 (lire sur Wikisource)
1. ↑  « notice BNF »